# Suryapal
Suryapal (en népalais : सूर्यपाल) est un comité de développement villageois du Népal situé dans le district de Lamjung. Au recensement de 2011, il comptait 1 562 habitants.